# Collegio uninominale Campania - 06 (2017)
Il collegio elettorale uninominale Campania - 06 era un collegio elettorale uninominale della Repubblica Italiana per l'elezione del Senato tra il 2017 ed il 2022.

## Territorio
Come previsto dalla legge elettorale italiana del 2017, il collegio era stato definito tramite decreto legislativo all'interno della circoscrizione Campania.
Era formato dal territorio di 20 comuni: Acerra, Afragola, Arzano, Brusciano, Caivano, Cardito, Casalnuovo di Napoli, Casavatore, Casoria, Castello di Cisterna, Crispano, Frattamaggiore, Frattaminore, Grumo Nevano, Mariglianella, Marigliano, Pomigliano d'Arco, San Vitaliano, Scisciano, Volla.
Il collegio era quindi interamente compreso nella città metropolitana di Napoli.
Il collegio era parte del collegio plurinominale Campania - 02.

## Eletti
| Elezione | Elezione | Senatore         | Partito               |
| -------- | -------- | ---------------- | --------------------- |
|          | 2018     | Raffaele Mautone | Movimento 5 Stelle    |
|          | 2022     | Raffaele Mautone | Insieme per il futuro |

## Dati elettorali

### XVIII legislatura
Come previsto dalla legge elettorale, 116 senatori erano eletti con sistema a maggioranza relativa in altrettanti collegi uninominali a turno unico.
| Candidati              | Candidati                  | Voti    | %     | Liste                           | Voti    | %     |
| ---------------------- | -------------------------- | ------- | ----- | ------------------------------- | ------- | ----- |
|                        | Raffaele Mautone ✔️ Eletto | 152 953 | 58,52 | Movimento 5 Stelle              | 152 953 | 58,52 |
|                        | Giuseppe Romano            | 62 937  | 24,08 | Forza Italia                    | 46 218  | 17,68 |
| Lega                   | Giuseppe Romano            | 62 937  | 24,08 | 9 184                           | 3,51    |       |
| Fratelli d'Italia      | Giuseppe Romano            | 62 937  | 24,08 | 5 064                           | 1,94    |       |
| Noi con l'Italia - UDC | Giuseppe Romano            | 62 937  | 24,08 | 2 471                           | 0,95    |       |
|                        | Francesco Russo            | 34 276  | 13,11 | Partito Democratico             | 30 614  | 11,71 |
| +Europa                | Francesco Russo            | 34 276  | 13,11 | 1 784                           | 0,68    |       |
| Italia Europa Insieme  | Francesco Russo            | 34 276  | 13,11 | 1 007                           | 0,39    |       |
| Civica Popolare        | Francesco Russo            | 34 276  | 13,11 | 871                             | 0,33    |       |
|                        | Maria Donesi               | 4 927   | 1,88  | Liberi e Uguali                 | 4 927   | 1,88  |
|                        | Daniela Martire            | 3 149   | 1,20  | Potere al Popolo!               | 3 149   | 1,20  |
|                        | Adriana Di Donato          | 1 076   | 0,41  | Il Popolo della Famiglia        | 1 076   | 0,41  |
|                        | Bernardina Ferrara         | 973     | 0,37  | CasaPound                       | 973     | 0,37  |
|                        | Antonio Paparo             | 680     | 0,26  | Italia agli Italiani            | 680     | 0,26  |
|                        | Arnaldo Mirabelli          | 278     | 0,11  | Per una Sinistra Rivoluzionaria | 278     | 0,11  |
|                        | Gennaro Sarnataro          | 142     | 0,05  | PRI - ALA                       | 142     | 0,05  |
| Totale                 | Totale                     | 261 391 | 100   |                                 | 261 391 | 100   |
|                        |                            |         |       |                                 |         |       |
| Voti non validi        | Voti non validi            | 6 896   | 2,57  |                                 |         |       |
| Votanti                | Votanti                    | 268 287 | 67,69 |                                 |         |       |
| Elettori               | Elettori                   | 396 363 |       |                                 |         |       |